# Шатийон-сюр-Эндр
Шатийо́н-сюр-Эндр (фр. Châtillon-sur-Indre) — коммуна во Франции, в регионе Центр, департамент Эндр, округ Шатору. Административный центр кантона Шатийон-сюр-Эндр.
Коммуна расположена на расстоянии около 230 км на юго-запад от Парижа, 120 км на юго-запад от Орлеана, 45 км на северо-запад от Шатору.

## Население
Население — 2 885 человек (2007).
| 1793  | 1800  | 1806  | 1821  | 1831  | 1836  | 1841  | 1846  | 1851  | 1856  | 1861  | 1866  | 1872  | 1876  | 1881  | 1886  | 1891  |
| ----- | ----- | ----- | ----- | ----- | ----- | ----- | ----- | ----- | ----- | ----- | ----- | ----- | ----- | ----- | ----- | ----- |
| 2 800 | 2 627 | 2 758 | 2 952 | 3 339 | 3 312 | 3 575 | 3 676 | 3 925 | 3 926 | 3 869 | 3 875 | 3 643 | 3 455 | 3 436 | 3 500 | 3 555 |

| 1896  | 1901  | 1906  | 1911  | 1921  | 1926  | 1931  | 1936  | 1946  | 1954  | 1962  | 1968  | 1975  | 1982  | 1990  | 1999  | 2007  |
| ----- | ----- | ----- | ----- | ----- | ----- | ----- | ----- | ----- | ----- | ----- | ----- | ----- | ----- | ----- | ----- | ----- |
| 3 628 | 3 662 | 3 542 | 3 621 | 3 371 | 3 416 | 3 335 | 3 376 | 3 599 | 3 404 | 3 479 | 3 658 | 3 624 | 3 526 | 3 262 | 3 119 | 2 885 |

## Достопримечательности
- Замок Шатийон-сюр-Эндр, построен Генрихом II между 1160 и 1185 годами
- Собор Нотр-Дам
- Замок Пузье (фр. Château de Pouzieux), XV век
- Замок Шеллю (фр. Château de Chaillou), XVI-XVIII век
- Монастырь Сен-Мартен-де-Верту (фр. Prieuré de Saint-Martin-de-Vertou), XV век
- Поместье Менабре (фр. Manoir de Menabre), XV век
- Гробница Шатийон

## Города-побратимы
- Сольферино (Италия)
- Шатура (Россия)[2]

## Фотографии

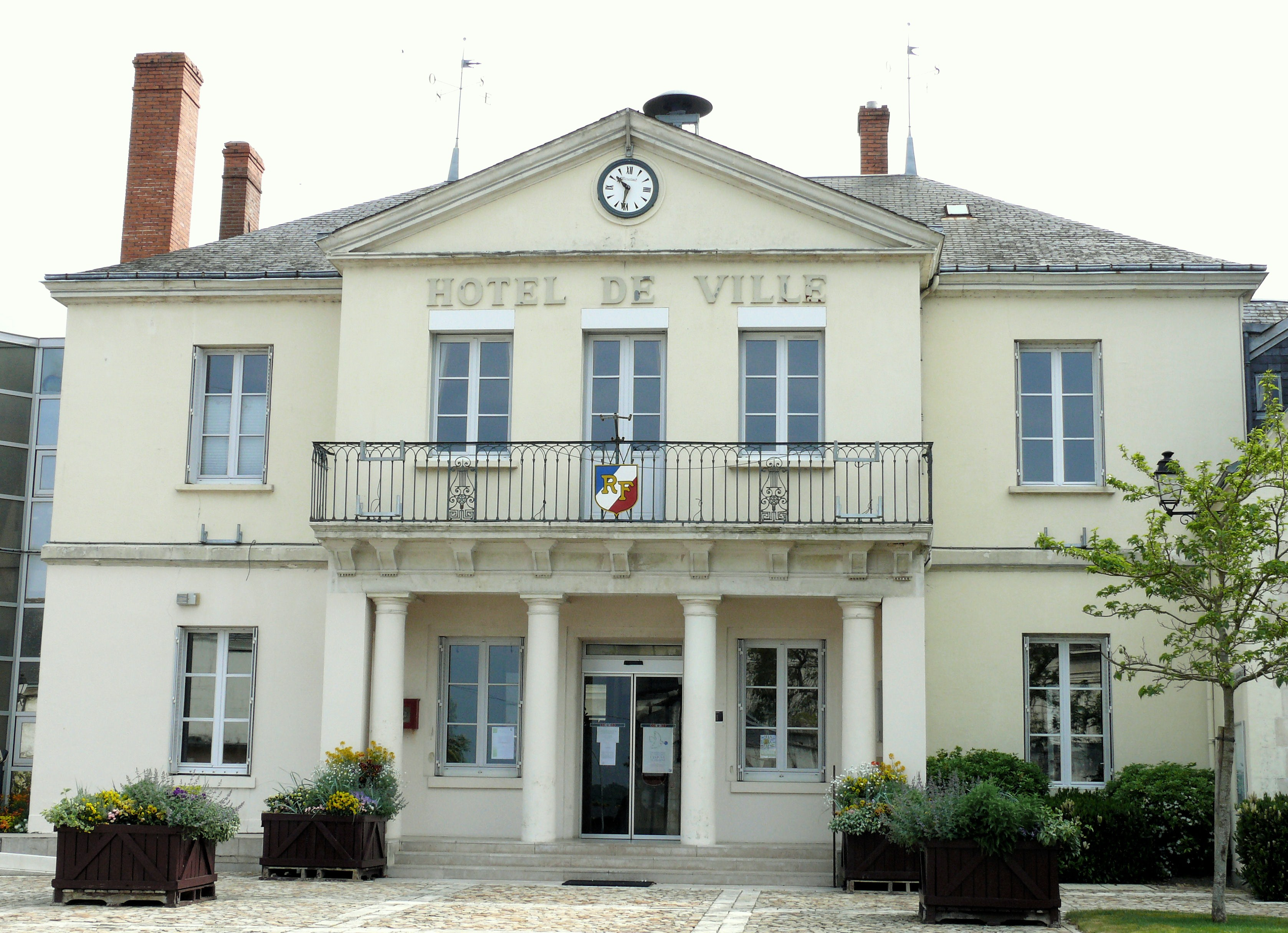
Мэрия
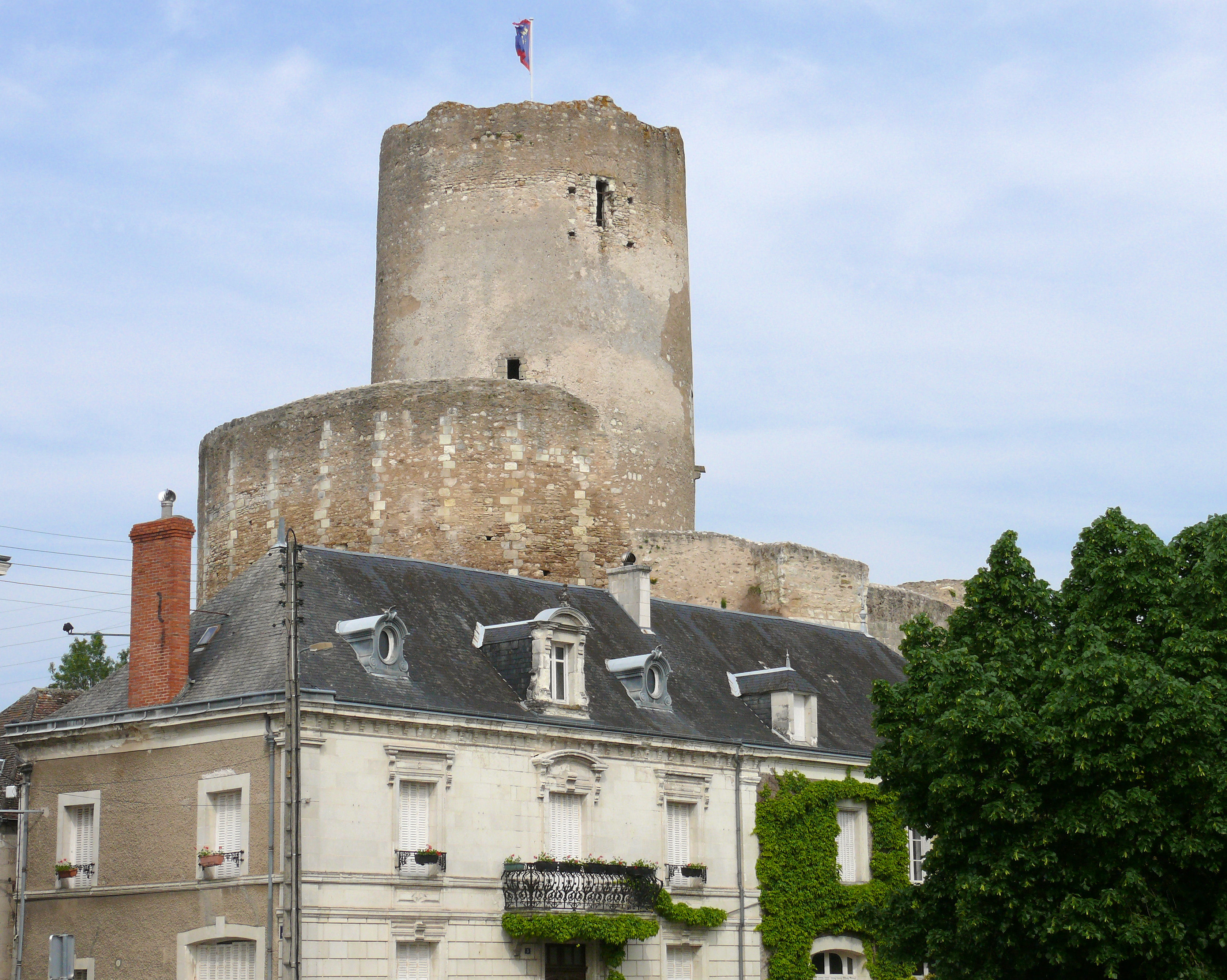
Замок Шатийон-сюр-Эндр
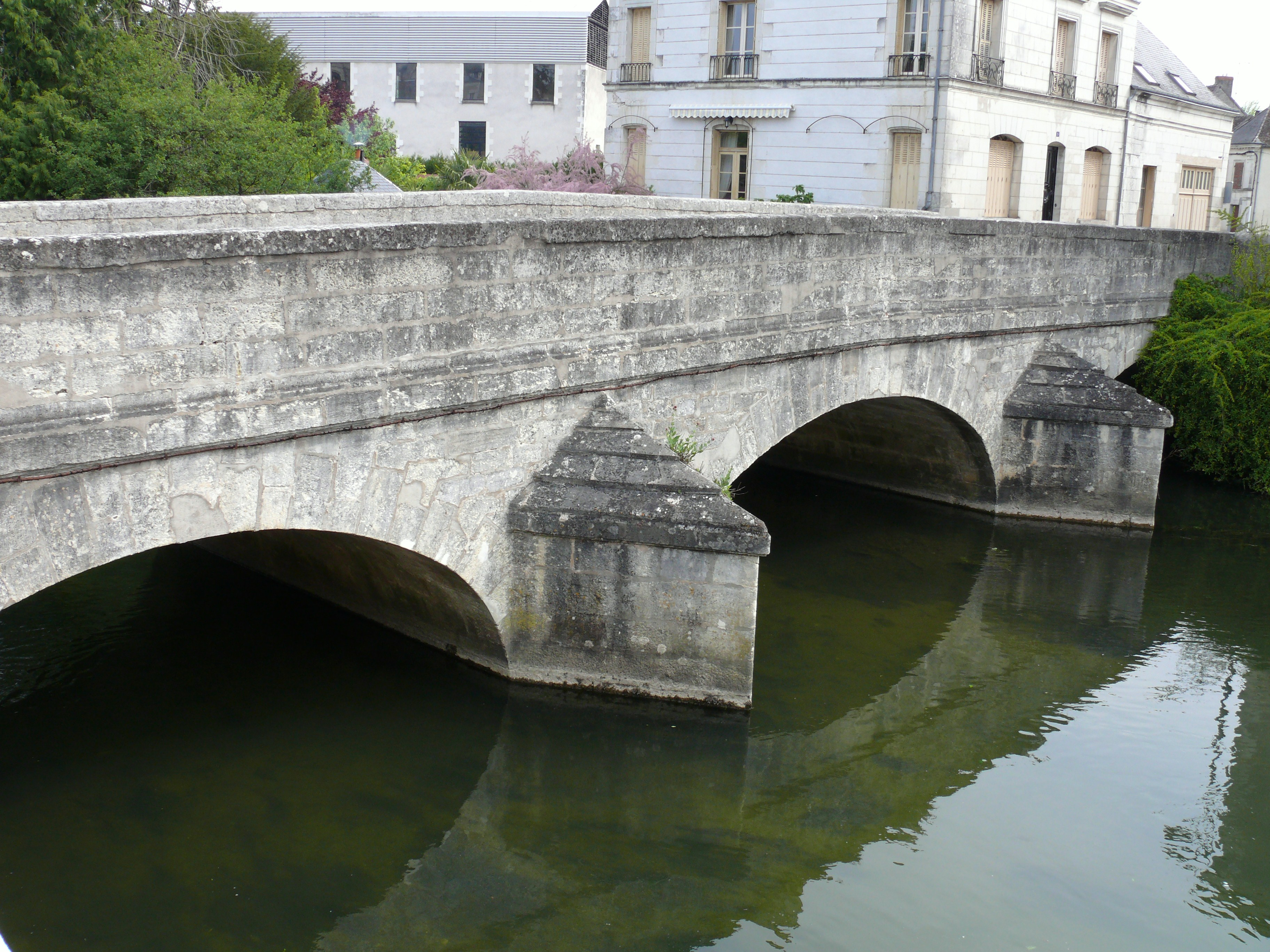
Мост через Эндр
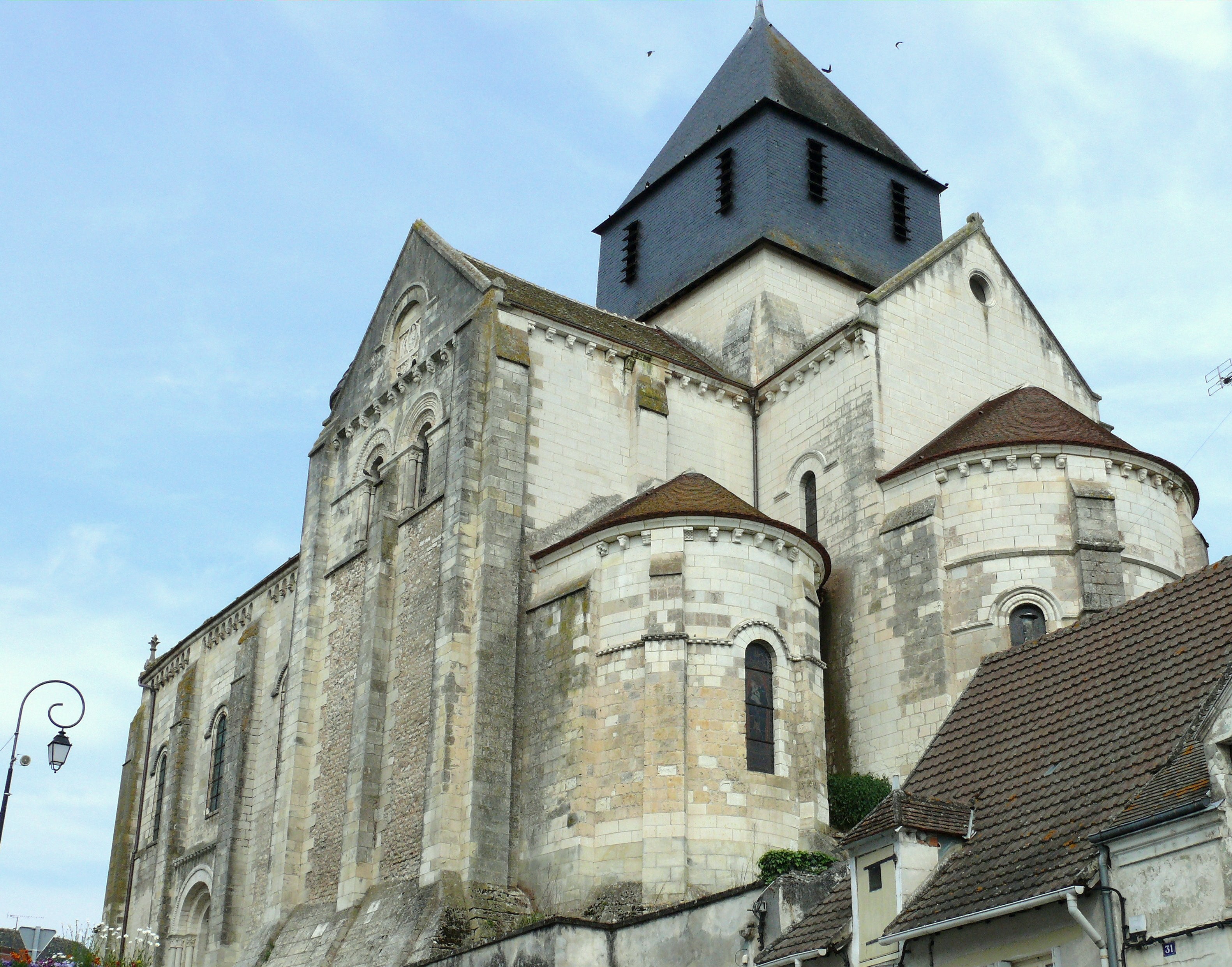
Собор Нотр-Дам